# Contracción económica
Una contracción económica es una reducción general de los bienes y servicios en un mercado. Típicamente se relaciona a un receso en la producción causado por factores externos, como las condiciones del tiempo, o por factores internos, como impuestos, alta regulación y otros impactos en los incentivos de los productores.
Tanto la contracción como la expansión económica tienen que ver con los ciclos de producción global de bienes en una economía, mientras que la inflación y la deflación se refieren al ciclo de valorización del tipo de cambio.